# Corridor biologique méso-américain
Pour les articles homonymes, voir MBC et CBM.
Le Couloir biologique méso-américain ou Corridor biologique méso-américain (de l'anglais, Mesoamerican Biological Corridor, MBC ; espagnol, Corredor Biológico Mesoamericano, CBM) est un vaste corridor biologique qui en Mésoamérique, englobait le sud-ouest du Mexique et la plupart des pays d'Amérique centrale, reliant plusieurs parcs nationaux.

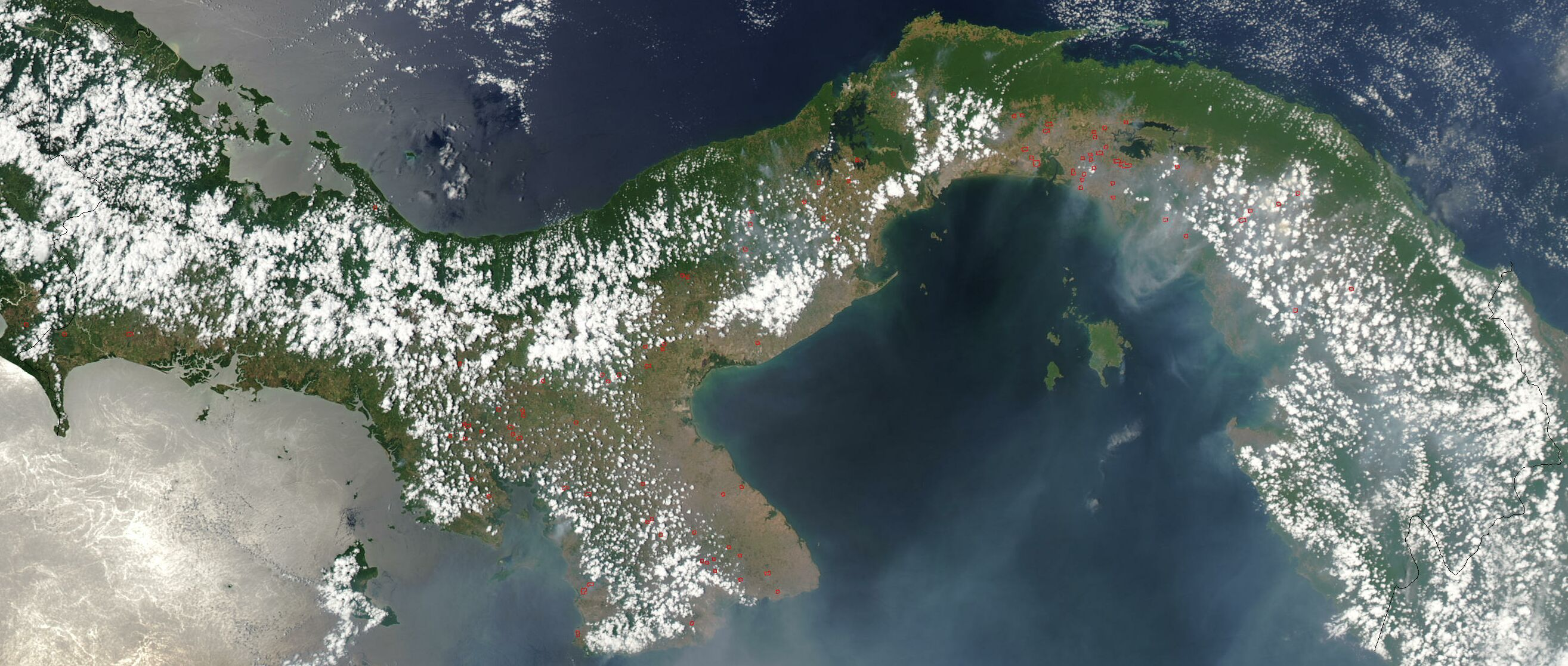
Vue satellite de l'isthme de Panama, véritable Pont terrestre entre les deux Amériques

Ce corridor est encore fonctionnel pour les oiseaux et quelques espèces d'insectes, mais le Canal de Panama (en 1914) a physiquement et transversalement coupé les derniers 77 km de l'isthme de Panama qui reliaient l'Amérique du Nord à l'Amérique du Sud depuis plus de 31 millions d'années. Ce canal a littéralement coupé un continent (l'Amérique) en deux, interrompant brutalement ce que les biologistes ont nommé le grand échange interaméricain qui a permis une lente diversification et un enrichissement de la faune d'Amérique du Nord et du sud. 

## Histoire du projet de « Couloir biologique méso-américain »
Ce projet fut officiellement lancé en 1998, avec comme objectif premier la sauvegarde de 106 espèces menacées ou en  danger critique d'extinction.

## Principes et objectifs
Le projet vise à raccorder plusieurs parcs nationaux, zones naturelles des pays concernés (parcs publics, refuges et terrains privés encore caractérisés par une forte naturalité…). 
Il aurait comme première origine un plan antérieur dit Paseo Pantera (Chemin des Panthères) proposé dans les années 1990.
Plus largement, il a comme objectif à moyen et long terme la protection de l'immense biodiversité d'Amérique centrale en luttant contra la destruction et fragmentation des forêts et des milieux humides ou d'autres milieux naturels, qui se sont aggravées depuis quelques décennies. 
En 1997, le plan a été lancé en établissant des liens entre les aires protégées en intégrant quatre niveaux de protection : 
- des zones centrales à conserver, exclusivement réservées aux écosystèmes et aux espèces, où les activités humaines sont interdites ;
- des zones tampons, où l'usage des sols et des milieux est restreint, de manière volontaire, par les utilisateurs eux-mêmes ;
- des corridors biologiques, qui sont des zones facilitant les mouvements, la dispersion et la migration des espèces. Les activités humaines doivent y être de faible impact ;
- des zones constituant la matrice de ce réseau écologique, dites à usages multiples, par exemple consacrées à l'agriculture, l'élevage, la pêche, la gestion forestière, ou autre….

Il s'inscrit aussi dans une perspective de développement soutenable en voulant concilier les activités humaines (hors des zones noyaux et de  manière auto-limitée dans les zones tampons), tout en permettant de réduire le morcellement écologique, d'améliorer la connectivité écopaysagère, les écosystèmes afin de favoriser et renforcer la diversité biologique et permettre le maintien des services écosystémiques. 
Les porteurs du projet espèrent aussi favoriser la production durable (écotourisme, commerce éthique et équitable…) et améliorer la qualité de vie des populations autochtones et locales. Ces dernières pourront ainsi mieux continuer à utiliser, gérer et conserver la biodiversité présente dans huit pays concernés par le projet. 
Il s'agit aussi de protéger des ressources génétiques et des médicaments de demain, encore cachés dans les forêts d'Amérique centrale, alors que l'agriculture, la déforestation et la surexploitation des ressources continuent à détruire et fragmenter des habitats naturels, les cours d'eau, les espèces et le mode de vie rural, qui dépendent de la conservation des sols et des ressources naturelles.